# Oficina Central de Estadísticas de Palestina
La Oficina Central de Estadísticas de Palestina (en árabe: الجهاز المركزي للإحصاء الفلسطيني; en inglés: Palestinian Central Bureau of Statistics, abreviado PCBS o "PalStat") es la organización nacional encargada de las estadísticas de Palestina. Fue establecida bajo los auspicios del gabinete de la Autoridad Nacional Palestina, y desde diciembre de 2012 su funcionamiento queda oficialmente bajo la autoridad del Estado de Palestina. Es una institución independiente que suministra datos al gobierno palestino, a instituciones no gubernamentales y a organizaciones privadas, así como a centros de investigación y a universidades.

## Historia
La PCBS se estableció tras los Acuerdos de Oslo en 1993, por decisión del Comité Ejecutivo de Palestina. En el verano de 1995 realizó una primera encuesta demográfica en Cisjordania y la Franja de Gaza, The Demographic Survey of the West Bank and Gaza Strip, a partir de una muestra de 17.000 hogares palestinos. El estudio proporcionó valiosos indicadores demográficos al joven gobierno palestino en una época en la que no existía información fiable sobre el tema. El proyecto se llevó a cabo con financiación de la Unión Europea y el apoyo técnico y logístico del Instituto para Estudios Internacionales Aplicados Fafo (Fafo Institute for Applied International Studies) de Noruega.
El primer censo completo de la población de Cisjordania y de la Franja de Gaza se hizo en 1997.
En junio de 2000, su funcionamiento y las herramientas utilizadas para recoger y analizar los datos estadísticos fueron definidos en la ley General Statistics Law – 2000, en concordancia con leyes similares aplicadas en países desarrollados. Los censos de población se realizan cada 10 años (el último fue en 2007) y cada año PCBS publica anuarios estadísticos para toda Palestina y para cada provincia, disponibles en su página web en inglés y en árabe.
A pesar del considerable obstrucción israelí, la PCBS fue capaz de organizar el registro de votantes para las elecciones generales palestinas de 1996. 
Además de proporcionar estadísticas sobre el índice de precios al por menor y otros temas que uno podría esperar en cualquier país, la PCBS también proporciona estadísticas adaptadas a las cuestiones particulares a las que se enfrentan los palestinos en Cisjordania y la Franja de Gaza, como su "Encuesta sobre el Impacto 2003 del muro de separación".

## Presidentes
- Dr. Hasan Abu Libdeh (1993-2005)
- Dr. Luay Shabeneh (2005-2010)
- Ola Awad (2011-presente)